# Imesi-Ekiti
Imesi-Ekiti és una ciutat de Nigèria, que correspon a l'antiga Imedi-Lashigidi, a uns 40 km d'Ado en la ruta Ado-Ikare.
El famós cap militar d'Ado, Aduloju, va formar un exèrcit privat que no va parar de créixer; milers de joves ados s'allistaven amb ell atrets per les seves proeses i valentia i Aduloju va decidir establir un campament permanent a Imesi Lashigidi, al lloc de la moderna Imesi-Ekiti, prop del país Akoko. Aquest camp va servir com a base a Aduloju pels següents vint anys (1874-1893). El campament va augmentar amb gent procedent d'arreu; molts dels nous residents eren artesans que arribaven amb les seves dones, família i dependents. El campament aviat va créixer fins a semblar la residència d'un rei. Va quedar desert quan els britànics van arrestar unes hores a Aduloju el 1893.